# Joshua Quarshie
Joshua Quarshie (* 26. Juli 2004 in Duisburg) ist ein deutscher Fußballspieler. Er steht seit Juli 2025 beim FC Southampton unter Vertrag.

## Vereinskarriere
Quarshie begann das Fußballspielen im Jahr 2012 beim Duisburger FV 08. Er verblieb dort bis 2015, ehe er zu Preußen Duisburg wechselte, im folgenden Jahr wechselte der Innenverteidiger zum TuRa 88 Duisburg.
Im Jahr 2017 wechselte Quarshie zum FC Schalke 04. Im Jahr 2019 wechselte er zu Fortuna Düsseldorf, schon in der folgenden Saison schloss sich Quarshie aber der U17 von Rot-Weiss Essen an. Er absolvierte drei Spiele in der U17-Bundesliga West, ehe er vereinsintern in die U19-Mannschaft berufen wurde. Daraufhin absolvierte er insgesamt 18 Einsätze, davon 16 in der U19-Bundesliga West und zwei im U19-Ligapokal West. In seinen 18 Einsätzen erzielte er 2 Tore.
Zur Saison 2022/23 wechselte Quarshie in die viertklassige Regionalliga Südwest zur zweiten Mannschaft der TSG 1899 Hoffenheim. Dort etablierte sich der Innenverteidiger, der im September 2022 auch einmal in der U19 auflief, zum Stammspieler. Nachdem er Anfang November 2022 unter André Breitenreiter erstmals bei einem Bundesligaspiel der Profis ohne Einsatz auf der Bank gesessen hatte, gab er zwei Wochen später sein Debüt in der höchsten deutschen Spielklasse. Weitere Kadernominierungen folgten nicht. In der Regionalliga kam Quarshie auf 27 Einsätze (25-mal in der Startelf), in denen er ein Tor erzielte. Zur Saison 2023/24 rückte Quarshie unter Pellegrino Matarazzo fest in den Profikader auf. Er saß während der ersten 19 Spieltage jedoch nur einmal ohne Einsatz auf der Bank und spielte stattdessen 18-mal in der Regionalliga (ein Tor).
Ende Januar 2024 verlängerte Quarshie seinen Vertrag bis zum 30. Juni 2027 und kehrte für eineinhalb Jahre auf Leihbasis zu Fortuna Düsseldorf zurück. Aufgrund der geringen Einsatzzeiten wurde die Leihe Ende Januar 2025 vorzeitig beendet und Quarshie schloss sich leihweise der SpVgg Greuther Fürth an.
Im Anschluss an die Leihe kehrte er nicht nach Hoffenheim zurück, sondern wechselte zum Premier-League-Absteiger FC Southampton und unterschrieb dort einen Vertrag bis 2029.